# سيزار مونتيس
سيزار مونتيس (بالإسبانية: César Montes) هو لاعب كرة قدم مكسيكي في مركز الدفاع، ولد في 24 فبراير 1997 في ارموسييو سونورا في المكسيك. شارك مع منتخب المكسيك لكرة القدم. أما مع النوادي، فقد لعب مع نادي مونتيري.

## وصلات خارجية
- سيزار مونتيس على موقع قاعدة بيانات كرة القدم.إي يو (الإنجليزية)
- سيزار مونتيس على موقع بيانات كرة القدم. دي إي (الألمانية)
- سيزار مونتيس على موقع ناشيونال فوتبول تيمز (الإنجليزية)
- سيزار مونتيس على موقع Soccerway.com (الإنجليزية)
- سيزار مونتيس على موقع عالم كرة القدم.نت (الإنجليزية)
- سيزار مونتيس على موقع اللجنة الأولمبية الدولية (الإنجليزية)
- سيزار مونتيس على موقع أوليمبيديا (الإنجليزية)
- سيزار مونتيس على موقع AS.com (الإسبانية)